# Fuerza Nueva (periodico)
Fuerza Nueva fu una rivista politica spagnola vicina al franchismo.

## Storia
Fu fondata il 2 maggio 1966 con Blas Piñar come promotore e pubblicata dall'omonima casa editrice e associazione. 2 Il suo primo numero apparve il 4 gennaio 1967, seguendo un numero zero nel dicembre 1966. Divenne l'organo del partito politico Fuerza Nueva subito dopo la nascita di quest'ultimo, finché fu sciolto dopo l'insuccesso elettorale del 1982.
La periodicità è stata sia settimanale sia quindicinale.
In ambito politico e religioso, fu ideologicamente legata a una difesa "estrema" dei valori del franchismo e a una critica delle iniziative di apertura del regime. Raggiunse la sua massima diffusione intorno al 1979.
Fu diretta, tra gli altri, da Jesús Mora, Antonio de Agustín, Francisco Sáez, Manuel Ballesteros, Raquel Heredia, Pedro Rodrigo e Luis Fernández-Villamea, e vi collaborarono autori come lo stesso Blas Piñar, César Esquivias, Juan Nuevo, José Luis Gómez Tello, Vicente Cerezo, Xavier Domínguez Marroquín, Ismael Herraiz, Waldo Mier, Rafael García Serrano, Guillermo Fraile, Vintila Horia, Ángel Ruiz Ayúcar e Eduardo Comín Colomer, Xavier Domínguez Marroquín, Ismael Herraiz, Waldo de Mier, Rafael García Serrano, Guillermo Fraile, Vintila Horia, Ángel Ruiz Ayúcar, Eduardo Comín Colomer, Francisco Alemany, José Luis Pérez, Ernesto Milà, Jorge Mota, Mariano de Zarco, Miguel Oltra, Venancio Marcos e Antonio de Lugo, tra gli altri.
Nel XXI secolo continuò a essere pubblicato. L'ultimo numero uscì in stampa nel marzo 2017.